# СМАРТ-1
SMART-1 (съкращение от английското Small Missions for Advanced Research in Technology) е проектиран във Швеция автоматичен космически апарат на Европейската космическа агенция (ЕКА), предназначен за изследване на Луната от лунна орбита. Изстрелян е на 27 септември 2003 в 23:14 UTC от Гвианския космически център в Куру, Френска Гвиана.
На 3 септември 2006 (05:42 UTC) SMART-1 преднамерено е разбит в лунната повърхност, прекратявайки мисията.